# Tripterígids

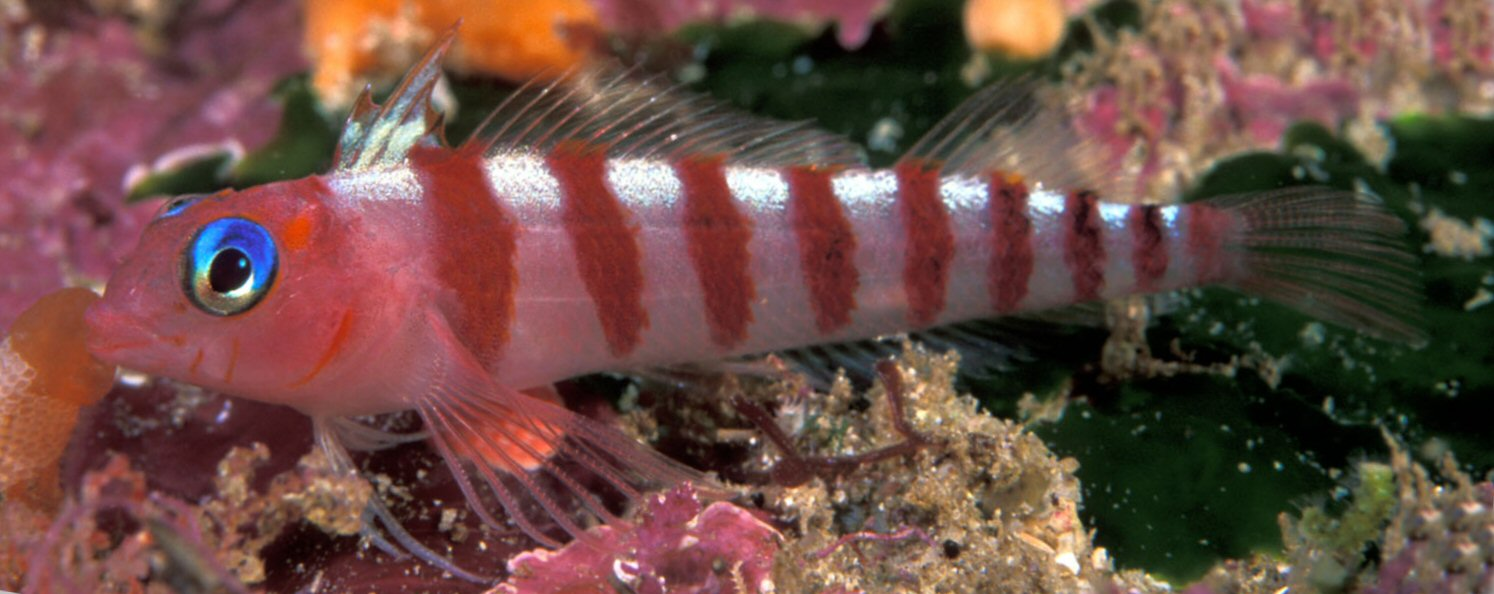
Notoclinops segmentatus

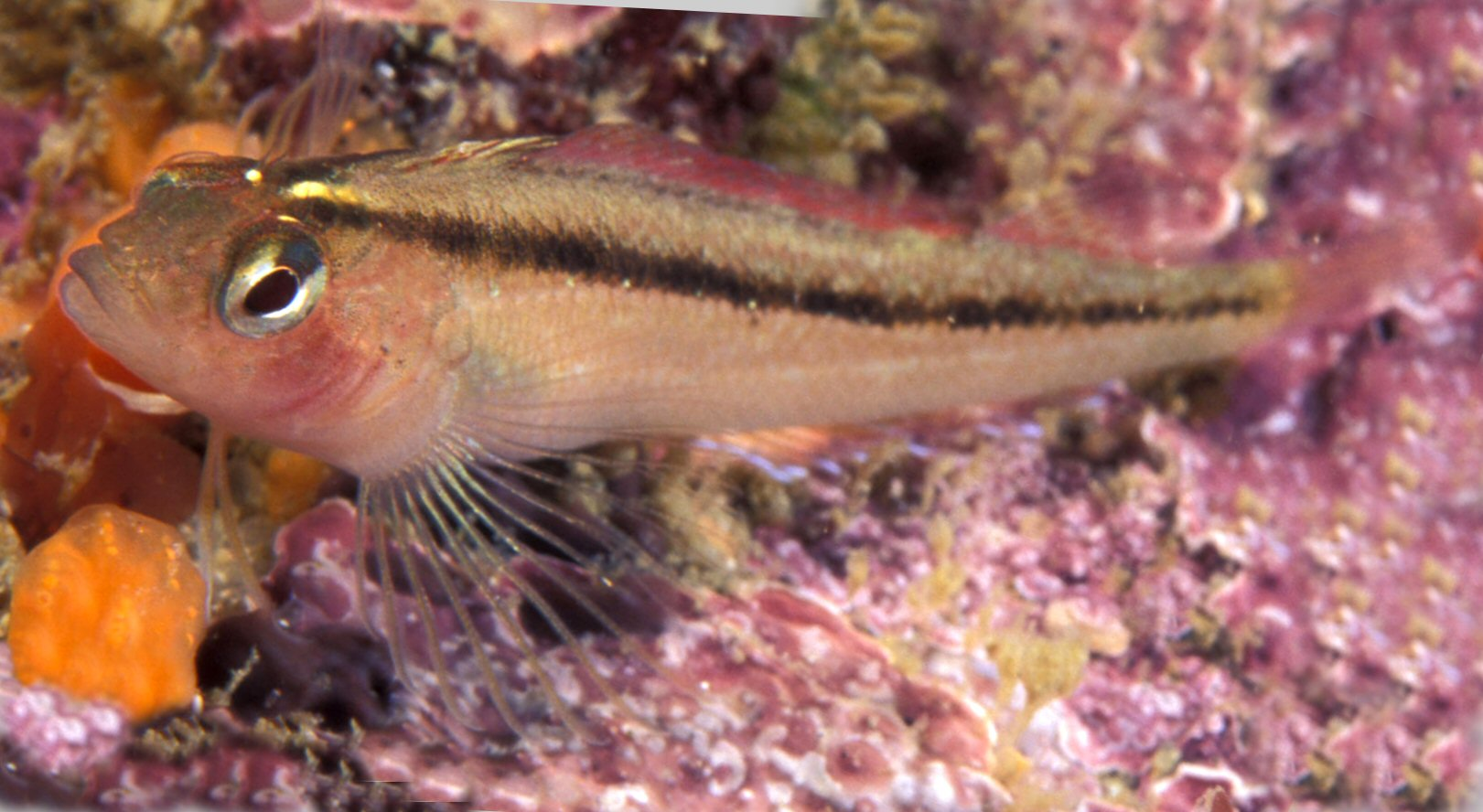
Forsterygion lapillum

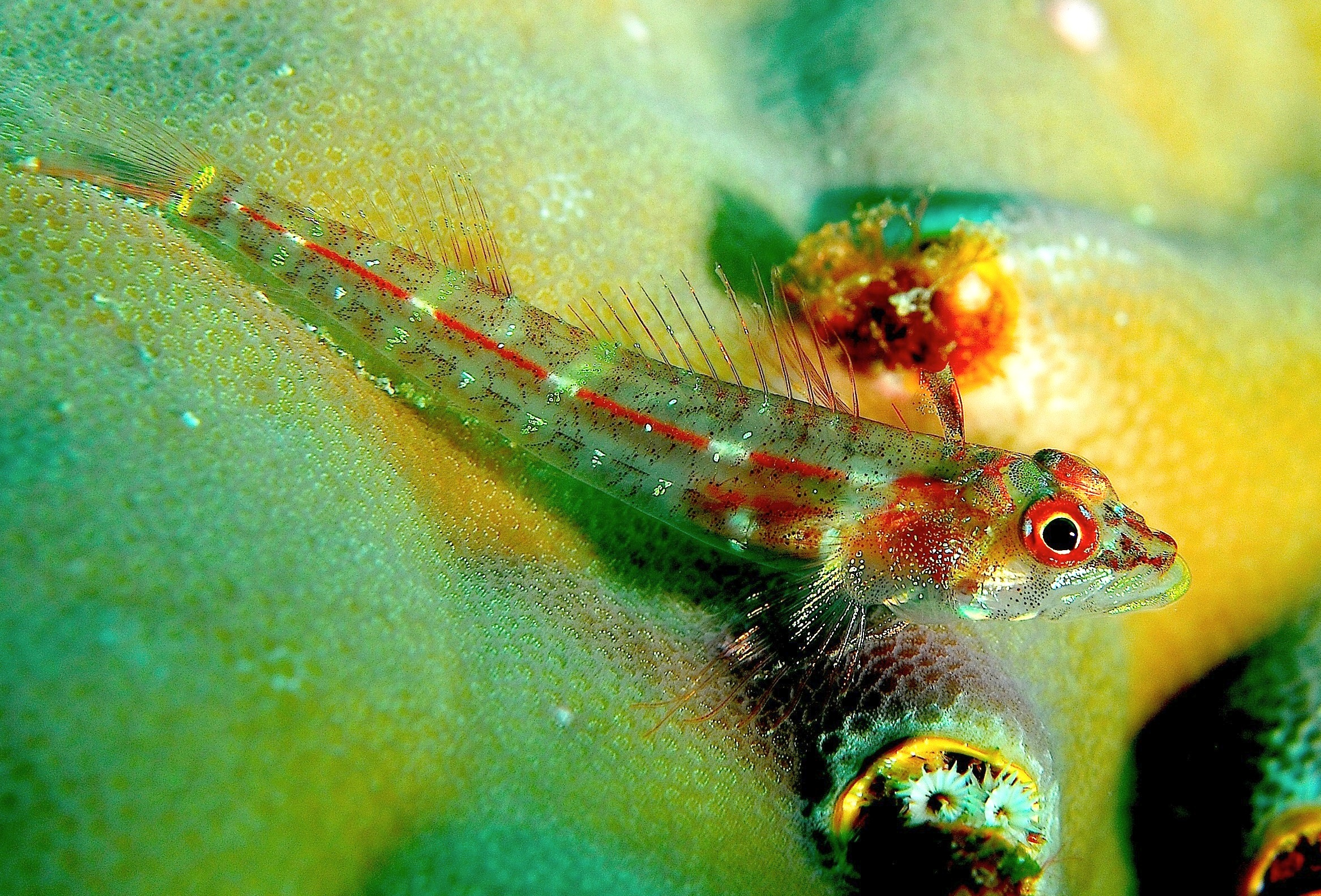
Helcogramma gymnauchen

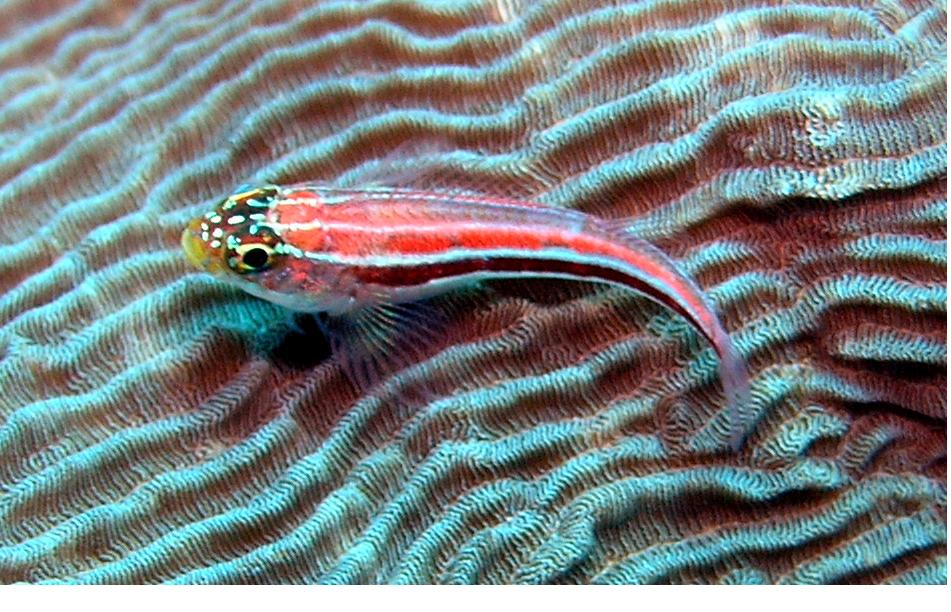
Helcogramma striatum fotografiat a Sulawesi (Indonèsia)

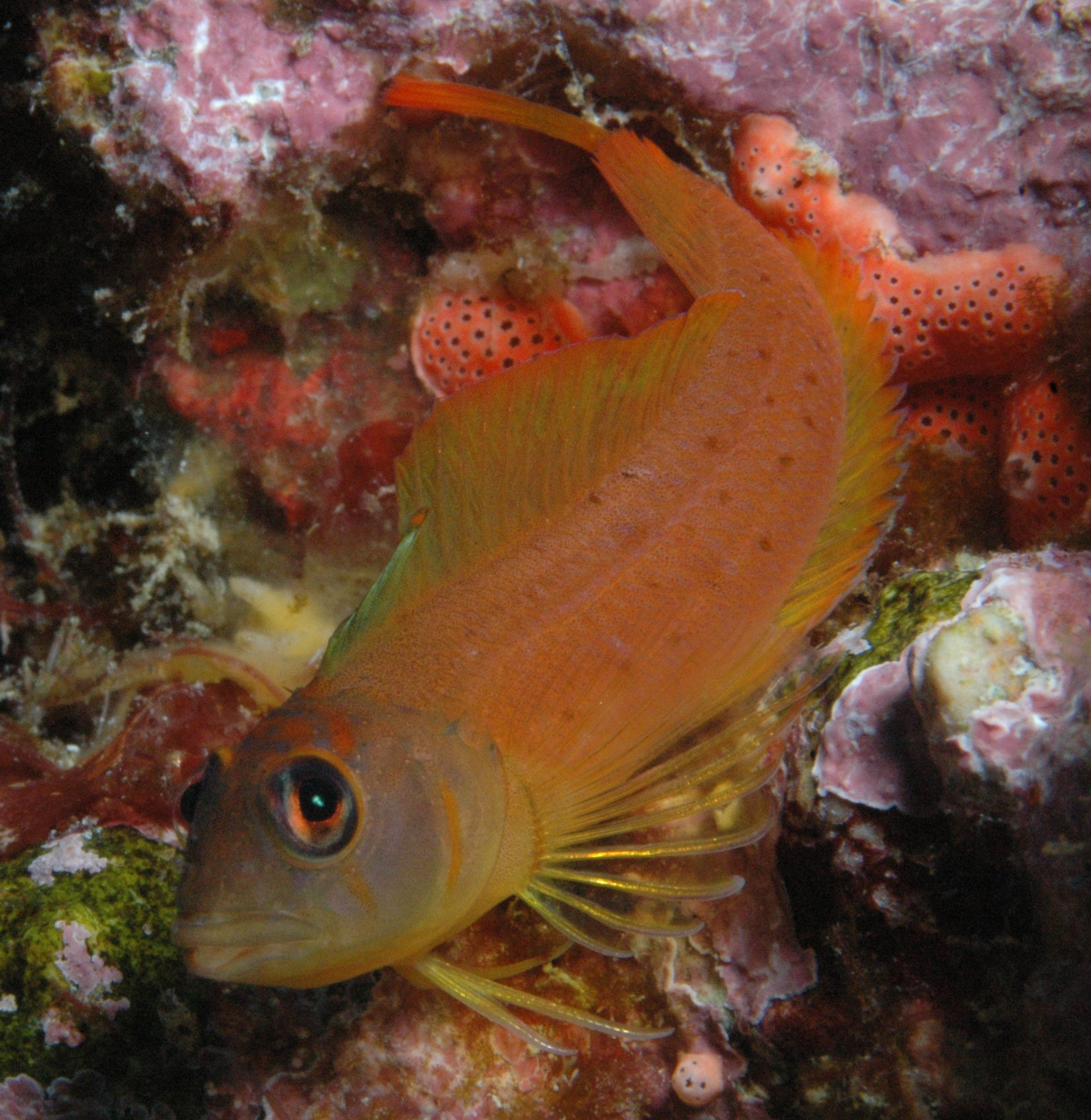
Notoclinops yaldwyni

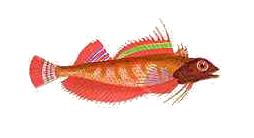
Il·lustració de Tripterygion tripteronotus (circa 1860)

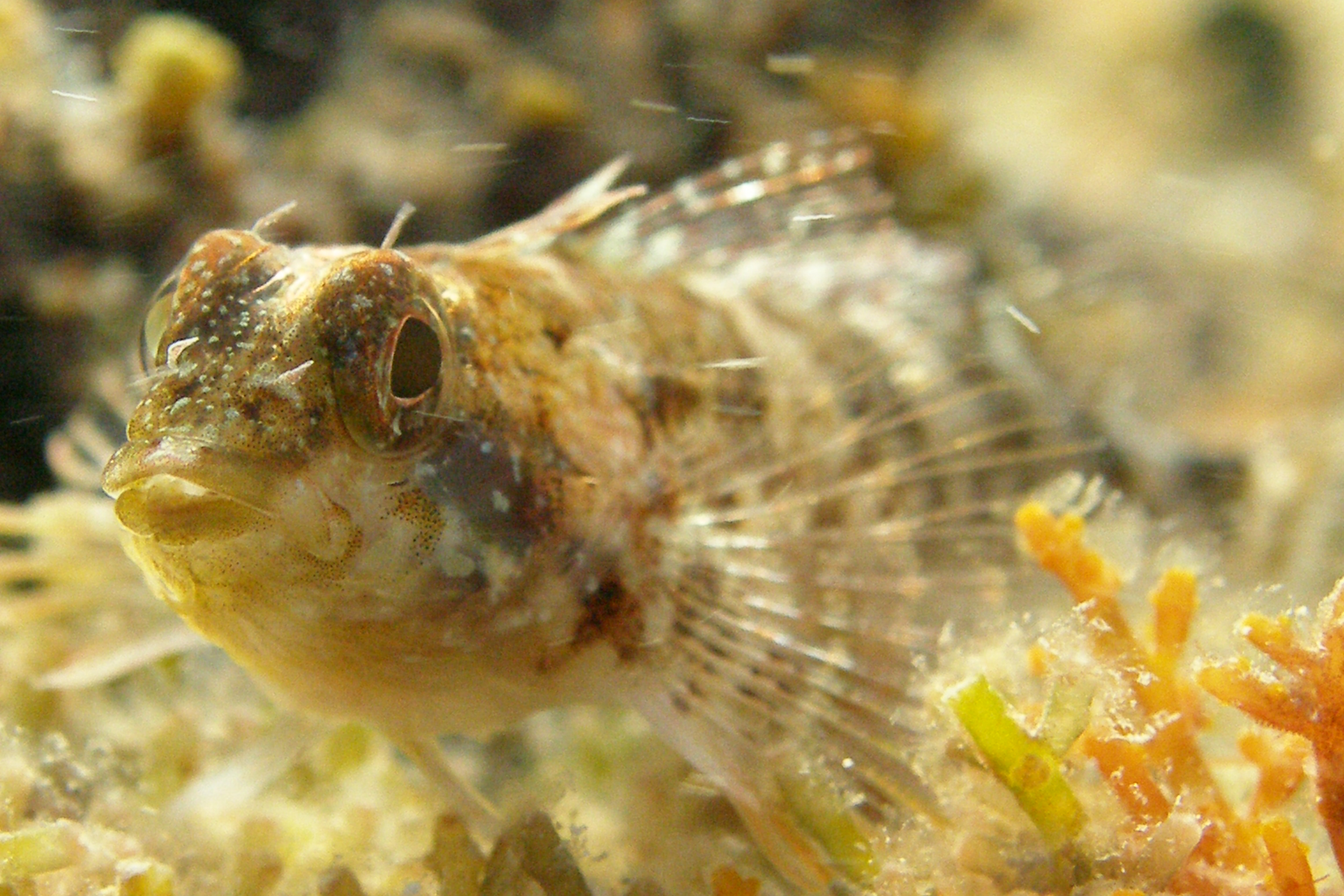
Tripterygion tripteronotus

Els tripterígids (Tripterygiidae) són una família de peixos teleostis de l'ordre dels perciformes, principalment litorals, representada a la Mediterrània per quatre espècies conegudes com a raboses morrudes.

## Morfologia
- A simple vista es pot confondre amb els blènnids.
- Es diferencien d'aquells per tindre el rostre allargat, tres aletes dorsals separades (les dues primeres amb radis espinosos) i presenten escames en el cos.
- Notoclinus fenestratus n'és l'espècie més grossa amb 20 cm de longitud total, però la majoria de les espècies d'aquesta família no ultrapassen els 6 cm.
- Les aletes pèlviques, situades en posició jugular, és a dir, per davant de les pectorals, són reduïdes.[2]
- Són sovint de colors mimètics amb l'entorn.
- Moltes espècies presenten dimorfisme sexual.[3]

## Reproducció
Els mascles atreuen les femelles als llocs de posta.

## Alimentació
Mengen, principalment, petits invertebrats i algues.

## Hàbitat
Són d'hàbits bentònics i viuen damunt del corall o de les roques, en aigües netes i amb una alta insolació.

## Distribució territorial
Són freqüents a aigües litorals de mars i oceans tropicals i temperats (principalment, els oceans Atlàntic, Pacífic, Índic i la mar Mediterrània).

## Costums
- Són animals territorials i diürns.

## Observacions
El nom d'aquesta família prové de la paraula grega tripteros, la qual vol dir "amb tres ales".

## Taxonomia
Conté 150 espècies repartides en 30 gèneres:
- Acanthanectes (Holleman & Buxton, 1993)[9]
- Apopterygion (Kuiter, 1986)[10]
  - Apopterygion alta (Kuiter, 1986)
  - Apopterygion oculus (Fricke & Roberts, 1994)
- Axoclinus (Fowler, 1944)[11]
  - Axoclinus cocoensis (Bussing, 1991)
  - Axoclinus lucillae (Fowler, 1944)
  - Axoclinus multicinctus (Allen & Robertson, 1992)
  - Axoclinus nigricaudus (Allen & Robertson, 1991)
  - Axoclinus rubinoffi (Allen & Robertson, 1992)
  - Axoclinus storeyae (Brock, 1940)
- Bellapiscis (Hardy, 1987)[12]
  - Bellapiscis lesleyae (Hardy, 1987)
  - Bellapiscis medius (Günther, 1861)
- Blennodon (Hardy, 1987)[13]
  - Blennodon dorsale (Clarke, 1879)
- Brachynectes (Scott, 1957)[14]
  - Brachynectes fasciatus (Scott, 1957)
- Ceratobregma (Holleman, 1987)[15]
  - Ceratobregma acanthops (Whitley, 1964)
  - Ceratobregma helenae (Holleman, 1987)
  - Ceratobregma striata (Fricke, 1991)
- Cremnochorites (Holleman, 1982)[16]
  - Cremnochorites capensis (Gilchrist & Thompson, 1908)
- Crocodilichthys (Allen & Robertson, 1991)[17]
  - Crocodilichthys gracilis (Allen & Robertson, 1991)
- Cryptichthys (Hardy, 1987)[12]
  - Cryptichthys jojettae (Hardy, 1987)
- Enneanectes (Evermann, 1985)[18]
  - Enneanectes altivelis (Rosenblatt, 1960)
  - Enneanectes atrorus (Rosenblatt, 1960)
  - Enneanectes boehlkei (Rosenblatt, 1960)
  - Enneanectes carminalis (Jordan & Gilbert, 1882)
  - Enneanectes jordani (Evermann & Marsh, 1899)
  - Enneanectes pectoralis (Fowler, 1941)
  - Enneanectes reticulatus (Allen & Robertson, 1991)
  - Enneanectes smithi (Lubbock & Edwards, 1981)
- Enneapterygius (Rüppell, 1835)[19]
- Forsterygion (Whitley & Phillipps, 1939)[20]
  - Forsterygion flavonigrum (Fricke & Roberts, 1994)
  - Forsterygion lapillum (Hardy, 1989)
  - Forsterygion malcolmi (Hardy, 1987)
  - Forsterygion varium (Forster, 1801)
- Gilloblennius (Whitley & Phillipps, 1939)[20]
  - Gilloblennius abditus (Hardy, 1986)
  - Gilloblennius tripennis (Forster, 1801)
- Grahamina (Fricke & Roberts, 1993)[21]
  - Grahamina capito (Jenyns, 1842)
  - Grahamina gymnota (Scott, 1977)
  - Grahamina nigripenne (Valenciennes, 1836)
- Helcogramma (McCulloch & Waite, 1918)[22]
- Helcogrammoides (Rosenblatt, 1990)[23]
  - Helcogrammoides antarcticus (Tomo, 1981)
  - Helcogrammoides chilensis (Cancino, 1960)
  - Helcogrammoides cunninghami (Smitt, 1898)
- Karalepis (Hardy, 1984)[24]
  - Karalepis stewarti (Hardy, 1984)
- Lepidoblennius (Steindachner, 1867)[25]
  - Lepidoblennius haplodactylus (Steindachner, 1867)
  - Lepidoblennius marmoratus (Macleay, 1878)
- Lepidonectes (Bussing, 1991)[26]
  - Lepidonectes bimaculata (Allen & Robertson, 1992)
  - Lepidonectes clarkhubbsi (Bussing, 1991)
  - Lepidonectes corallicola (Kendall & Radcliffe, 1912)
- Matanui (Jawad & Clements, 2004)[27]
  - Matanui bathytaton (Hardy, 1989)
  - Matanui profundum (Fricke & Roberts, 1994)
- Norfolkia (Fowler, 1953)[28]
  - Norfolkia brachylepis (Schultz, 1960)
  - Norfolkia leeuwin (Fricke, 1994)
  - Norfolkia squamiceps (McCulloch & Waite, 1916)
  - Norfolkia thomasi (Whitley, 1964)
- Notoclinops (Whitley, 1930)[29]
  - Notoclinops caerulepunctus (Hardy, 1989)
  - Notoclinops segmentatus (McCulloch & Phillipps, 1923)
  - Notoclinops yaldwyni (Hardy, 1987)
- Notoclinus (Gill, 1893)[30]
  - Notoclinus compressus (Hutton, 1872)
  - Notoclinus fenestratus (Forster, 1801)
- Obliquichthys (Hardy, 1987)[31]
  - Obliquichthys maryannae (Hardy, 1987)
- Ruanoho (Hardy, 1986)[32]
  - Ruanoho decemdigitatus (Clarke, 1879)
- Springerichthys (Shen, 1994)[33]
  - Springerichthys bapturus (Jordan & Snyder, 1902)
  - Springerichthys kulbickii (Fricke & Randall, 1994)
- Trianectes (McCulloch & Waite, 1918)[22]
  - Trianectes bucephalus (McCulloch & Waite, 1918)
- Trinorfolkia (Fricke, 1994)[34]
  - Trinorfolkia clarkei (Morton, 1888)
  - Trinorfolkia cristata (Kuiter, 1986)
  - Trinorfolkia incisa (Kuiter, 1986)
- Tripterygion (Risso, 1827)[35]
- Ucla
  - Ucla xenogrammus (Holleman, 1993)[36][37]